# Indravarman I
Indravarman I là vua của Đế quốc Khmer (khu vực Angkor ở Campuchia) từ năm 877 đến 890 sau Công nguyên.
Indravarman I đã thay thế cháu mình là Jayavarman III. Ông đã mở rộng vương quốc của mình mà không cần chiến tranh và bắt đầu cho xây những công trình lớn nhờ của cải có được thông qua mậu dịch và nông nghiệp. Năm 879, ông cho xây đền Preah Ko tại Roluos, kinh đô, gần Phumi Rôluos ngày nay, một công trình thể hiện một giai đoạn mới của kiến trúc Khmer. Ông đã cho xây một hồ nước nhân tạo để làm hồ chứa, một phần của một hệ thống thủy lợi rộng lớn. Ông đã thành lập thành phố Hariharalaya và đã cho xây ngôi đền kim tự tháp gọi là đền Bakong năm 881. Sau thời kỳ trị vì của ông, con trai ông là Yasovarman I kế vị.